# I. liga 1988-1989
L'edizione 1988/89 del campionato cecoslovacco di calcio vide la vittoria finale dello Sparta ČKD Praga.
Capocannoniere del torneo fu Milan Luhový del Dukla Praga con 25 reti.

## Classifica finale
|    | Classifica                            | G  | V  | N | P  | GF | GS | DR  | Pti |
| -- | ------------------------------------- | -- | -- | - | -- | -- | -- | --- | --- |
| 1  | Sparta ČKD Praga                      | 30 | 19 | 7 | 4  | 73 | 26 | +47 | 45  |
| 2  | Baník Ostrava OKD                     | 30 | 19 | 4 | 7  | 54 | 34 | +20 | 42  |
| 3  | Plastika Nitra                        | 30 | 15 | 4 | 11 | 38 | 40 | -2  | 34  |
| 4  | Slavia Praga                          | 30 | 15 | 3 | 12 | 55 | 49 | +6  | 33  |
| 5  | Dukla Praga                           | 30 | 13 | 6 | 11 | 50 | 42 | +8  | 32  |
| 6  | DAC Dunajská Streda                   | 30 | 13 | 5 | 12 | 37 | 41 | -4  | 31  |
| 7  | Slovan CHZJD Bratislava               | 30 | 13 | 4 | 13 | 41 | 39 | +2  | 30  |
| 8  | Dukla B.B.                            | 30 | 13 | 4 | 13 | 50 | 57 | -7  | 30  |
| 9  | Internacional Slovnaft ZTS Bratislava | 30 | 11 | 7 | 12 | 53 | 56 | -3  | 29  |
| 10 | Sigma Olomouc                         | 30 | 12 | 5 | 13 | 42 | 47 | -5  | 29  |
| 11 | Vítkovice                             | 30 | 13 | 2 | 15 | 53 | 40 | +13 | 28  |
| 12 | Spartak ZTS Trnava                    | 30 | 10 | 7 | 13 | 36 | 46 | -10 | 27  |
| 13 | RH Cheb                               | 30 | 10 | 4 | 16 | 40 | 54 | -14 | 24  |
| 14 | Bohemians ČKD Praga                   | 30 | 10 | 4 | 16 | 41 | 58 | -17 | 24  |
| 15 | Škoda Plzeň                           | 30 | 10 | 3 | 17 | 40 | 48 | -8  | 23  |
| 16 | Spartak ZVÚ Hradec Králové            | 30 | 6  | 7 | 17 | 32 | 58 | -26 | 19  |

## Verdetti
- Sparta ČKD Praga Campione di Cecoslovacchia 1989/89.
- Sparta ČKD Praga ammessa alla Coppa dei Campioni 1989-1990.
- Baník Ostrava OKD e Plastika Nitra ammesse alla Coppa UEFA 1989-1990.
- Skoda Plzen e Spartak Hradec Kralove retrocesse.